# آینده من
«آینده من» (به انگلیسی: My Future، مای فیوچر) ترانه‌ای از بیلی آیلیش، خواننده آمریکایی است که در ۳۰ ژوئیه ۲۰۲۰ توسط دارک‌روم و اینترسکوپ رکوردز منتشر گردید. آیلیش این ترانه را به همراه برادرش فینیاس اوکانل که تهیه ترانه را بر عهده داشت، نوشت. اشعار این ترانه خطاب به آیلیش است که در مورد گذشته خود و تأثیرات آن بر چشم‌انداز او از زندگی و آینده و همچنین چگونه گذشته را پشت سر بگذاریم صحبت می‌کند.
یک موزیک ویدیوی پویانمایی از کارگردان استرالیایی اندرو اونوراتو برای «آینده من» در تاریخ ۳۰ ژوئیه سال ۲۰۲۰ در کانال رسمی یوتیوب آیلیش منتشر شد. این ویدئو آیلیش را در حال راه رفتن و فکر کردن دربارهٔ آینده خود نشان می‌دهد و برای پویانمایی آن، مورد تحسین منتقدان موسیقی قرار گرفت.
بیلی آیلیش در این ترانه درباره زندکی خصوصی خود صحبت میکند